# Nelson Algren
Nelson Algren (nome completo: Nelson Ahlgren Abraham) (Detroit, 28 de Março de 1909 - Sag Harbor, Nova Iorque, 9 de Maio de 1981) foi um romancista norte-americano.

## Biografia
Nascido em Detroit, Algren mudou-se para Chicago com os seus pais com a idade de três anos, numa região do South Side, habitada principalmente por pessoas da classe operária e imigrantes. A sua mãe manteve aí uma loja de doces. O seu pai era filho de um Sueco convertido ao judaísmo.
Foi educado numa escola pública de Chicago e cursou jornalismo na Universidade de Illinois, onde se graduou em 1931, durante a Grande Depressão. Escreveu o seu primeiro conto, "So Help Me," em 1933 quando trabalhava numa gasolineira no Texas. Antes de voltar para Chicago, foi apanhado a roubar uma máquina de escrever de uma sala de aulas abandonada, o que lhe valeu um mês de prisão, correndo o risco de aí passar mais três anos. Foi-lhe concedida a liberdade, mas o incidente impressionou-o profundamente, aumentando a sua identificação com os marginais e deserdados que mais tarde povoarão o seu mundo ficcional.
O seu primeiro romance,  Somebody in Boots, foi publicado em 1935. Never Come Morning, publicado em 1942, retratava a vida desesperada de um jovem criminoso.
Serviu como soldado raso na Europa, durante a Segunda Guerra Mundial, transportando os feridos de maca. Apesar de ser licenciado, foi-lhe negada a entrada na escola de aspirantes a oficial. Conjectura-se que assim fosse devido a suspeitas em relação às opções políticas de Algren.
Os seus livros dão vida ao submundo daqueles que são geralmente designados como bêbedos, chulos, prostitutas, anormais, drogados, rufias, além de políticos corruptos e pugilistas. É, provavelmente, mais conhecido pelo seu romance, vencedor do "National Book Award, The Man with the Golden Arm ("O Homem do braço de ouro"). O seu segundo livro, Chicago, City on the Make (1951) é considerado um ensaio pungente que não agradou aos dirigentes da cidade mas cuja descrição do ambiente sórdido das zonas marginais, com os seus trapaceiros, corrupção política e e vítimas da sociedade. Nonconformity, publicado em 1994, veio em consequência do fracasso da adaptação ao cinema do seu "Golden Arm". Nonconformity expressa também quais as crenças que suportam a escrita de Algren, além de exortar os escritores de todo o mundo a investigar o lado sombrio da natureza humana e representar aquilo que se ignora.
Algren teve um caso amoroso, documentado, com Simone de Beauvoir, tendo os dois viajado juntos até à América Latina em 1949. De Beauvoir descrevia-o como sendo "aquela espécie clássica americana: o escritor esquerdista" que se havia afirmado pelas suas próprias capacidades e que, através das suas histórias transmitia a ideia de que não reclamava quaisquer direitos à vida, ainda que vivesse de modo apaixonado. Segundo ela, que o encarnou na personagem Lewis Brogan do seu romance "Os Mandarins", de 1957, o escritor era uma mistura de modéstia e ansiedade.
De acordo com Herbert Mitgang, o FBI desconfiava particularmente do ponto de vista político de Algren, tendo mantido um dossier com mais de 500 páginas sobre o autor (Mitgang, Dangerous Dossiers: Exposing the Secret War Against America's Greatest Authors, NY: Donald I. Fine, Inc. 1988).

## Obras
- Somebody in Boots (1935)
- Never Come Morning (1942)
- The Neon Wilderness (1947)
- The Man with the Golden Arm (1949)
- Chicago, City on the Make (1951)
- A Walk on the Wild Side (1956)
- Nelson Algren's Own Book of Lonesome Monsters (1962)
- Who Lost an American? (1963)
- Conversations with Nelson Algren (1964)
- The Last Carousel (1973)
- The Devil's Stocking (1983)
- America Eats (1992)
- He Swung and He Missed (1993)
- Nonconformity (1994)
- The Texas Stories of Nelson Algren (1994)